# 多倫多公車局
多倫多公車局，又譯多倫多交通局（英語：Toronto Transit Commission，簡稱TTC），是加拿大安大略省多倫多市的公共交通運輸管理局，為該市提供巴士、路面電車、地鐵及輕軌等公共交通服務。TTC於1954年成立，時至今日其系統已發展至包括3條捷運路線，共69個車站，並有152條地面路線，以巴士及路面電車行走。
TTC營運北美洲第三最繁忙的市區公共交通運輸系統（僅次於紐約市和墨西哥城），其年度載客量於2011年達5億21萬9千人次，平均每日載客量則達150萬人次。TTC於2011年的僱員人數達12,449人。

## 歷史
私營的公共交通服務從1850年起現身多倫多，而市政府則於往後數十年間營運數條公交路綫。市營的多倫多交通委員會（Toronto Transportation Commission）則於1921年成立，接管市内所有公共交通服務（當時主要以路面電車為主）。多倫多交通委員會於1954年改組成現時的TTC，其服務範圍擴展至覆蓋整個大多倫多市，而市内首條地鐵綫亦於同年開通。經過多年來的蛻變，TTC的系統已發展成一個以地鐵綫為骨幹，並配以多條巴士綫和電車綫作為輔助綫的公交網絡。

### 財務
直至1950年代，TTC的收入主要來自乘客車資。經濟大蕭條和二戰期間民衆對公共交通的殷切需求更為TTC帶來可觀的收入，足以當局在戰後大幅擴展其服務。然而，TTC的服務範圍擴展至整個大多倫多市後，當局亦開始為都市區内的低密度住宅區提供巴士服務，令其營運成本大幅上升，逼令大多市政府從1950年代末起向TTC提供營運補貼。
安大略省政府亦曾經向TTC提供補貼，但隨著安省保守黨於1990年代中期上台，這些省政府補貼也被取消。TTC隨即陷入財務困境，並須削減服務以控制開支。TTC原本計劃於2007年進一步削減服務，但該計劃因多倫多市議會批准開徵新稅以彌補開支而取消。TTC現時是北美英語圈中規模最大而未獲省或州政府提供補貼的公共交通機構。

## 公共交通服務
多倫多公車局轄下的服務包括地鐵和架空輕軌、路面電車、普通巴士服務、以及為殘疾人士和長者專設的輕型巴士服務。

### 地鐵和架空輕軌

多倫多地鐵路綫圖

多倫多公车局現時營運三條捷運路綫，如下：
■ 央街-大學線：芬治站 ↔ 旺市都會中心站
■ 布魯亞-丹佛線：基伯齡站 ↔ 堅尼地站
■ 雪柏線：雪柏－央街站 ↔ 當妙斯站
TTC還有两條正在建設中的輕軌線：
■ 5號線艾靈頓輕鐵：丹尼士山站 ↔ 堅尼地站
6號線芬治西線
地鐵和架空輕軌每天的營運時間介乎早上6時至凌晨1時半（星期日早上則延至9時開放）。TTC於凌晨系統關閉期間亦有提供深夜巴士綫駛經地鐵沿途各站。
當局曾計劃將皇后街的路面電車綫改於地底行走，並於1964年將計劃改為重型地鐵綫，但計劃卻於1974年被取消。央街-大學路-士巴單拿線上皇后站和奧斯古站低層的東西向車站預留位為此計劃所餘下的痕跡。另一方面，當局亦曾於1990年代中期開始興建艾靈頓大道西地鐵綫，但此計劃在安省保守黨上台執政後亦告取消，而已挖的隧道亦被填回。
2007年，在時任市長苗大衛推動下，TTC和多倫多市政府宣佈其「運輸都市」計劃，建議耗資61億加元興建一個全長120公里的現代輕軌網絡。計劃包括七條輕軌綫，為市內較低密度的地區提供軌道交通服務。然而，新任市長福特於2010年上任後取消此計劃，而當中的艾靈頓輕軌綫則改為全程在地下隧道運行，預料於2024年全綫開通。

### 路面電車

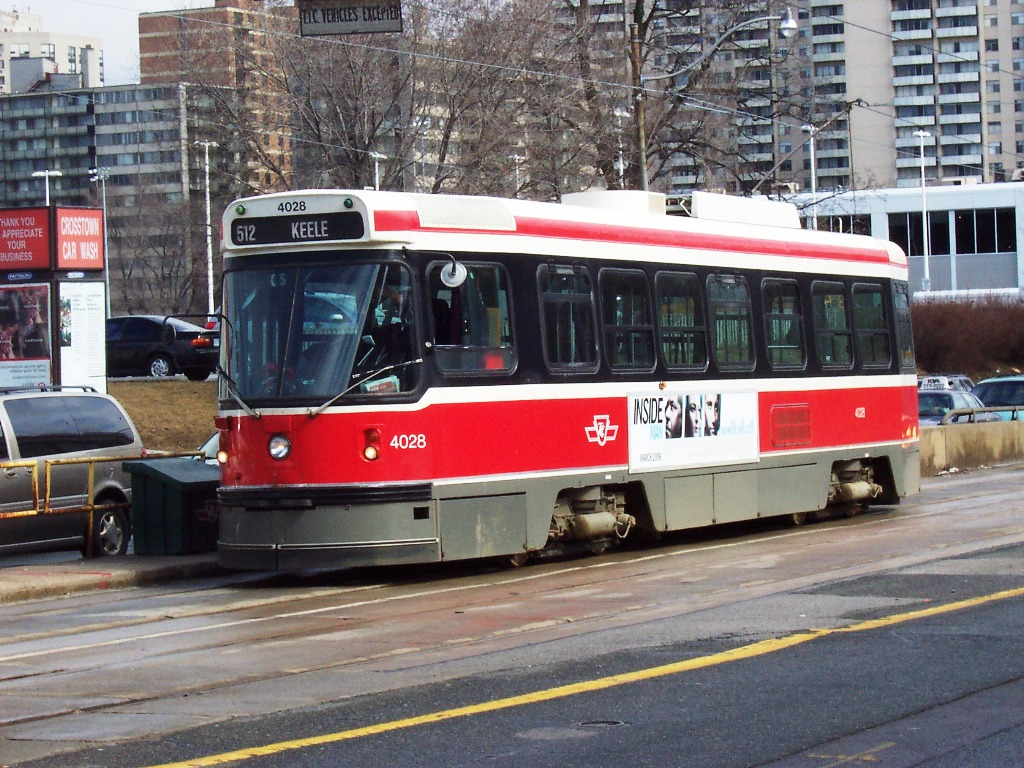
512號聖克萊大道綫電車

多倫多的路面馬車系統於1861年投入服務，並於1892年電氣化，成為現時路面電車系統的前身。路面電車系統現時主要集中於市中心地區；聖克萊大道綫為距離市中心最遠的電車綫，距離安大略湖約5公里。多倫多是北美少數沒有淘汰其電車系統的城市之一。
TTC旗下248部路面電車的壽命即將結束，而龐巴迪則於2009年成功中標，將為TTC至少提供204輛Flexity Outlook電車。

### 巴士
巴士從1921年起開始在多倫多市内行走。當時巴士綫的目的是為未被電車系統覆蓋的地區提供服務。然而，二戰後TTC計劃陸續淘汰電車，並將原有的電車綫改為地鐵綫及巴士綫，令巴士開始在多倫多的公共交通系統中佔更加重要的角色。

## 收費

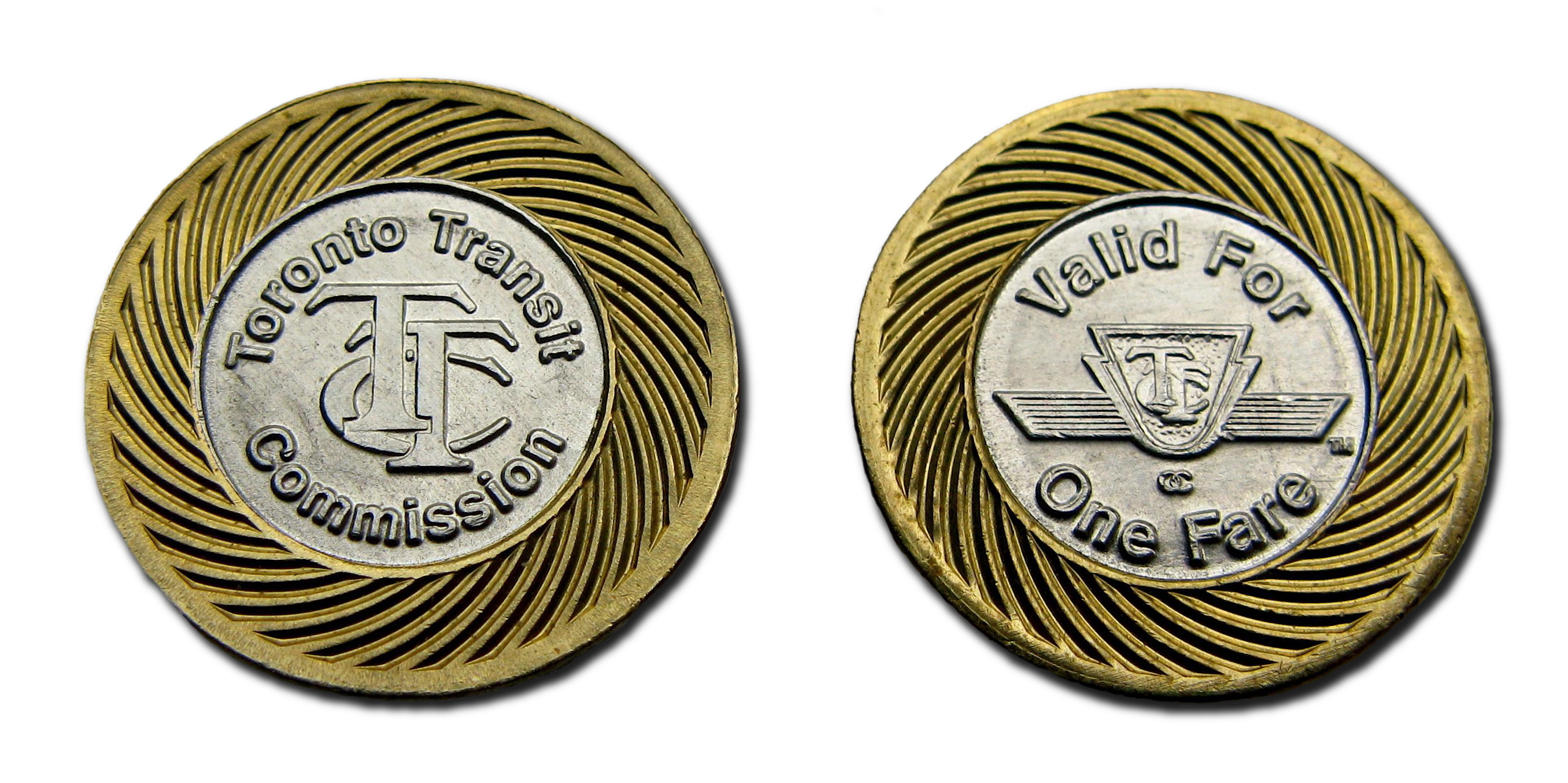
TTC於2006年引進雙色代幣

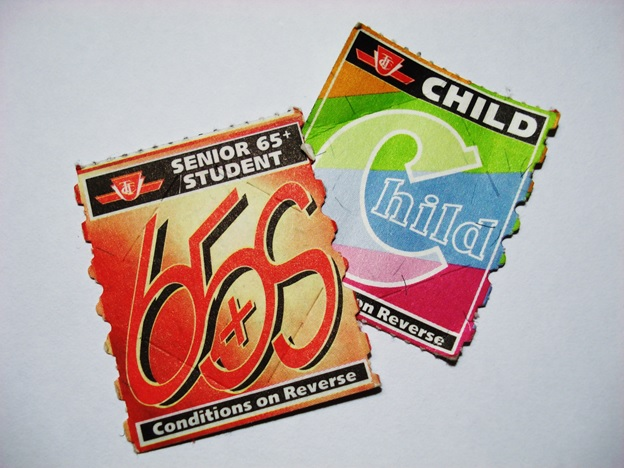
長者及學生車票（左）和小童車票（右）（摄于2009年）

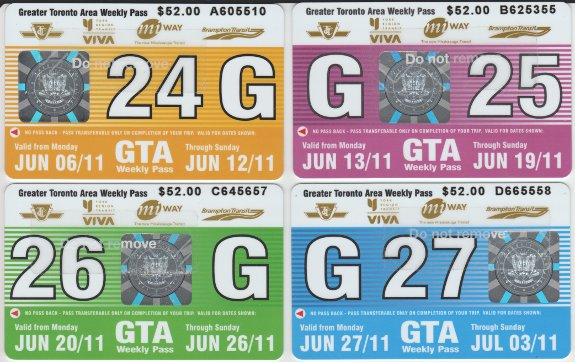
大多倫多周票（2011年）

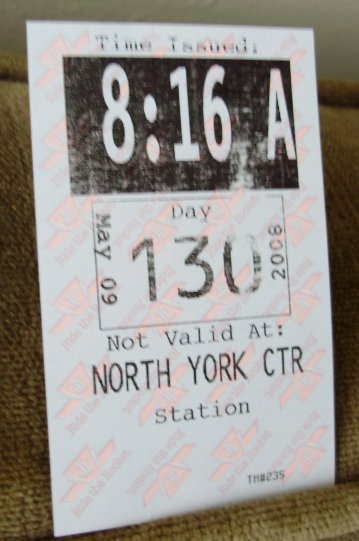
從北約克中心地鐵站領取的換乘証

TTC轄下各項公共交通服務使用同一收費架構，2019年4月1日起車資如下：
| 付款模式         | 成人車資 | 學生車資 | 長者車資 | 附註           |
| ---------------- | -------- | -------- | -------- | -------------- |
| 單程（現金付款） | $3.35    | $2.40    | $2.30    |                |
| Presto           | $3.30    | $2.35    | $2.25    |                |
| 月票             | $156.00  | $128.15  | $128.15  |                |
| 月票             | $143.00  | $117.45  | $117.45  | 需一次購買12張 |

其他付費模式：
| 日票   | 大多倫多周票（除TTC外亦可用於密西沙加、賓頓和約克區的公車服務） | 大專院校學生月票（Metropass）（页面存档备份，存于） |
| ------ | --------------------------------------------------------------- | --------------------------------------------------- |
| $13.00 | $64.95                                                          | $122.45                                             |

乘客可以多種方法登車或進入車站收費區，如以現金支付車資、在地铁站或所有电车的读卡器上轻触Presto、在閘機或票箱投入有效代幣、在票箱投入有效車票（只限長者、學生及小童）、或向司機或站務員出示有效乘車証（如周票或月票）或換乘証（見下）。12歲以下小童可免費乘車；學生車資適用於13至19歲學生；長者車資適用於65歲或以上的長者。有意使用上述優惠車資或大專院校學生月票的乘客需出示由TTC發出的身份證明或有效駕駛執照（只限長者），否則需繳付成人車資。
乘客只須繳付一次車資便可於巴士、電車和地鐵系統之間免費換乘，但需於付費時同時領取換乘証（transfer）。巴士和電車乘客繳費時可向司機領取換乘証，而地鐵乘客入閘後則可從換乘証發放機領取換乘証。此外，多數在市中心以外的地鐵站均附設巴士或電車換乘站，乘客在這些車站換乘時全程在收費區以内活動，因此無需出示換乘証亦可免費換乘。从2015年年底起，TTC开始在所有的电车线检查付费凭证（Proof-of-Payment，简称POP），未持有付费凭证的人士将被处以高额罚款。此外，已持有POP或Presto的乘客可从所有电车的车门上下车（唯Presto用户若需换乘巴士，则仍需在付费后向司机领取换乘证），但未持有POP的乘客仍需从前门上车向司机领取换乘证。
另一方面，安大略省政府與大多倫多地區、汉密尔顿和渥太華的公共交通機構（包括TTC和GO運輸）研發Presto卡智能卡，並從2009年起正式推行此收費模式。截至2015年12月，TTC已於旗下27個地鐵站和所有电车上增設Presto讀卡機，并计划在2016年底将Presto扩充至整个TTC系统，包括所有地铁、电车及巴士。TTC曾一度考慮自行研究以信用卡和借記卡作付費模式的可行性，但於2011年3月確認將會全綫推行Presto卡。在2016年年初，新的自动地铁闸门以在緬街站启用，并将逐步取代老式的推杆转门。从2016年4月起，TTC开始在巴士上装设Presto读卡机并2016年12月底前完成。

## 安全措施

### 閉路電視
在列車和一些公車上已裝上近800個閉路電視監察乘客。

### 中途停站
從晚上九時至翌日早上五時，單獨乘坐地面行車路線的女性可要求司機於站和站之間停車（男性乘客則沒有此服務）。

## 外部連結
- 多倫多公車局（页面存档备份，存于）
- 多倫多交通新聞，歷史（页面存档备份，存于）